# Seymour (Connecticut)
Seymour ist eine Stadt im New Haven County im Bundesstaat Connecticut der Vereinigten Staaten. Das U.S. Census Bureau ermittelte bei der Volkszählung 2020 eine Einwohnerzahl von 16.748.
Das Stadtgebiet hat eine Größe von 38,8 km². 

## Schulen
- Bungay School
- Paul E. Chatfield School
- Anna L. LoPresti School
- Seymour Middle School
- Seymour High School

### Sehenswürdigkeiten
- Victorian Homes on the Hill
- French Park and Memorial

## Söhne und Töchter der Stadt
- Ann S. Stephens (1810–1886), Schriftstellerin und Zeitungsherausgeberin
- John Mankey Riggs (1811–1885), Zahnarzt und Forscher
- John William De Forest (1826–1906), Schriftsteller
- Carlos French (1835–1903), Politiker